# Брудный, Арон Абрамович
Арон Абрамович Брудный (13 января 1932, Фрунзе — 14 марта 2011, Бишкек) — советский и киргизский психолог и философ; доктор философских наук, профессор. Представитель экзистенциального подхода. Создатель радикальной психологии. Радикальная психология - это психология, призванная "смотреть в корень"

## Биография
Родился в семье врача. Проучился год в медицинском институте во Фрунзе, затем поступил в Ленинградский медицинский институт и параллельно учился в экстернате на отделении философии историко-философского факультета Киргизского государственного университета. Затем окончил и аспирантуру по философии (в ИФ АН СССР, 1957) и аспирантуру по физиологии животных и человека. В 1960 году защитил диссертацию на соискание ученой степени кандидата философских наук «Теория отражения Тодора Павлова».
Работал в АН Кыргызстана (1959—1998), где в 1970 году защитил докторскую диссертацию на тему «Язык, сознание и действительность». С 1972 года — профессор философии медицинского института во Фрунзе. В 1974—1978 читал спецкурсы по социальной психологии на Факультете психологии МГУ.
Заведовал отделом комплексного исследования человека ИФ АН Кыргызстана (1984—1998), с 1994 года — заведующий кафедрой психологии и философии Киргизско-российского славянского университета, также возглавлял Психологическую лабораторию Американского университета в Центральной Азии.
Член-корреспондент Национальной Академии Наук Кыргызстана(1988), заслуженный деятель науки (1994), лауреат Государственной премии Киргизии (1996). Его работы переведены на семь языков.
Семья
Отец — Абрам Львович Брудный, мать — Людмила Андреевна Брудная. Дети — Нина Ароновна Брудная, Надежда Ароновна Брудная, Исмаил Аронович Брудный, Эркин Аронович Брудный.

## Основные идеи
А. Брудный сначала занимался психолингвистикой, но главные работы написал по вопросам понимания.
Основные концепции были разработаны А.Брудным в рамках созданного им направления «радикальной психологии» (от латинского — radicalis — коренной). Основным специфическим для человека психическом процессом выступает понимание, которое однако рассматривается не только с чисто когнитивистских позиций, но подразумевает и бессознательные архетипические компоненты. Человек, в этой парадигме рассматривается, как результат исторического процесса, поэтому «индивидуальное бытие всегда включает иррациональные элементы». Философским основанием радикальной психологии является экзистенциализм, поэтому в её рамках существование важнее сущности, и оно зависит не от процессов производства, от его продуктов.
Движущей силой развития общества является стремления освободиться от труда, особенно от труда, изнуряющего и однообразного. Люди в любом обществе, прежде всего, связаны между собой взаимодействием социо-биологическим (половой отбор) и информационно-семиотическим (культура). Экзистенциальные блага (жизнь, надежды, любовь, милосердие, удача, дети, воспоминания и сны индивида), составляют содержание индивидуального существования, в отличие от материальных благ, которые являются только его условием. Согласно радикальной психологии, экзистенциальные блага обуславливают неповторимость личности.

### Три поля понимания
А.Брудный различал три поля понимания, в рамках которых реализуется три различных способа понимать.
В первом поле: «что есть, то и доказано». По его словам — это мир фактов, обладающих достоинством непосредственной действительности, о котором некогда было сказано, что «факты — упрямая вещь». В то же время из-за того, что реальность дана человеку фрагментарно, и она изменчива, понимание требует постоянной достройки в уме «видимого» мира.
Таким образом, первое поле понимания зачастую начинает пересекаться со вторым полем, в котором «что доказано, то и есть». Второе поле — это мир доказательных суждений, геометрических теорем и логических задач.
Третье поле — это поле не изолированных значений, а их сложных переплетений — текстов. Латинское textus собственно и значило «связь», «соединение» или «ткань». Под текстом подразумевается связная, компактная, воспроизводимая последовательность знаков или образов, развернутая по стреле времени, выражающая некоторое содержание и обладающая смыслом, в принципе доступным пониманию. Под это определение подпадают разнообразные повествовательные тексты.
«В поле 1 решающую силу имеет противопоставление: есть на самом деле — нет на самом деле; в поле 2: истинно — не истинно; в поле 3: хорошо — плохо, а также все модификации этого противопоставления. Мир, представленный в поле 1,- это мир отношений между предметами; в поле 2 — отношений между понятиями; в поле 3 — отношений между людьми.».

### Аксиальная и ретиальная коммуникация. Две сигнальные системы
Любое сообщение может быть направлено либо точно известному адресату, либо неопределенному и неограниченному кругу получателей. В этом случае, А.А Брудный различает аксиальные и ретиальные коммуникативные процессы. Названия типов коммуникации происходят от латинских слов axis — «ось» и rete «сеть». Аксиальная коммуникация подразумевает передачу сообщения строго определенному, единичному получателю информации (например, телеграмма или личное письмо, доставленные конкретному лицу). Ретиальная коммуникация направлена множеству вероятных адресатов (как в радиопередаче или телевизионной программе, прием которой требует настройки на волну или на канал). Во втором случае, в отличие от первого, соответствие между получателем и источником информации становится «взаимно неоднозначным». Аналогично коммуникация организована и в других системах, которые пользуются сигналами. Например, в организме циркулируют вещества (инкреты), которые из желез внутренней секреции поступают прямо в кровь. Кровь омывает все без исключения
органы живого организма и среди них те, которым данный инкрет необходим для развития и правильного функционирования. Однако внутри организма можно передавать информацию и по другому принципу, когда сообщение адресуется точно какому-нибудь органу. По этому принципу работает нервная система. В любую точку до которой доходят нервные окончания, приходит импульс из центральной нервной системы, адресованный именно в это место и рассчитанный на определенную реакцию.

## Основные работы
- Язык, сознание и действительность (1972)
- Наука понимать (Психологическая герменевтика) (1996)
- Пространство возможностей (1999)
- Персонетика (2003)
- Двойники. Психология игры и виртуальная реальность (2016)